# Wendie Renard
Wendie Thérèse Renard (sinh ngày 20 tháng 7 năm 1990) là một cầu thủ bóng đá chuyên nghiệp người Pháp thi đấu ở vị trí trung vệ cho câu lạc bộ Lyon tại Division 1 Féminine và đội tuyển quốc gia Pháp .